# Vårdyngbagge
Vårdyngbagge (Melinopterus consputus) är en skalbaggsart som beskrevs av Christian Creutzer 1799. I den svenska databasen Dyntaxa används istället namnet Aphodius prodromus. Enligt Catalogue of Life ingår vårdyngbagge i släktet Melinopterus och familjen Aphodiidae, men enligt Dyntaxa är tillhörigheten istället släktet Aphodius och familjen bladhorningar. Arten är reproducerande i Sverige. Inga underarter finns listade i Catalogue of Life.